# Kiralık Aşk
Kiralık Aşk, conosciuto anche con il titolo internazionale Love for Rent, è un serial televisivo turco prodotto da Ortaks Yapım e trasmesso dal 2015 al 2017 da Star TV. Protagonisti del serial sono Elçin Sangu e Barış Arduç; altri interpreti principali sono Salih Bademci, Nergis Kumbasar, Levent Ülgen, e Onur Büyüktopçu.
Il serial si compone di 2 stagioni, per un totale di 69 episodi (52 per la prima stagione e 17 per la seconda).  Il primo episodio fu trasmesso in prima visione in Turchia il 19 giugno 2015; l'ultimo fu trasmesso in prima visione il 20 gennaio 2017.

## Trama
Dopo la morte dei genitori, la giovane Defne Topal si è trasferita assieme al fratello e alla sorellina a casa della nonna e ha iniziato a lavorare come cameriera in un ristorante.
Un giorno, nel ristorante in cui lavora Defne si presenta per un appuntamento d'affari Ömer İplikçi, manager nel negozio di calzature di proprietà della famiglia: quest'ultimo, per ovviare a quel noioso appuntamento, bacia la ragazza e la fa passare per la sua fidanzata.
In seguito, la zia di Ömer, per esaudire il sogno del nonno del ragazzo di vedere il nipote felicemente sposato prima della propria morte, offre a Defne 400.000 lire turche per far innamorare Ömer. La ragazza, vista la sua situazione economica, accetta la proposta: Defne deve infatti trovare in 24 ore 200.000 lire turche per liberare il fratello, tenuto in ostaggio da un gruppo di mafiosi, con il quale ha contratto un debito.

## Personaggi e interpreti
- Defne Topal, interpretata da Elçin Sangu (ep. 1-69)
- Ömer İplikçi, interpretato da Barış Arduç (ep. 1-69)

## Puntate
| Stagione         | Puntate | Prima TV Turchia | Prima TV Italia |
| ---------------- | ------- | ---------------- | --------------- |
| Prima stagione   | 52      | 2015             | inedita         |
| Seconda stagione | 17      | 2016             | inedita         |

## Distribuzione
- Kiralık Aşk (titolo originale)
- Love for Rent (titolo internazionale)
- Любов под наем (Bulgaria)[2]